# سحيسحات (ولاد التازي)
سحيسحات هو دُوَّار يقع بجماعة بنمنصور، إقليم القنيطرة، جهة الرباط سلا القنيطرة في المملكة المغربية. ينتمي الدوّار لمشيخة ولاد التازي التي تضم 12 دوار. يقدر عدد سكانه بـ 271 نسمة حسب الإحصاء الرسمي للسكان والسكنى لسنة 2004.

## روابط خارجية
- البوابة الوطنية للجماعات الترابية نسخة محفوظة 12 مارس 2018 على موقع واي باك مشين.
- المندوبية السامية للتخطيط